# محمد یوسف نگارگر

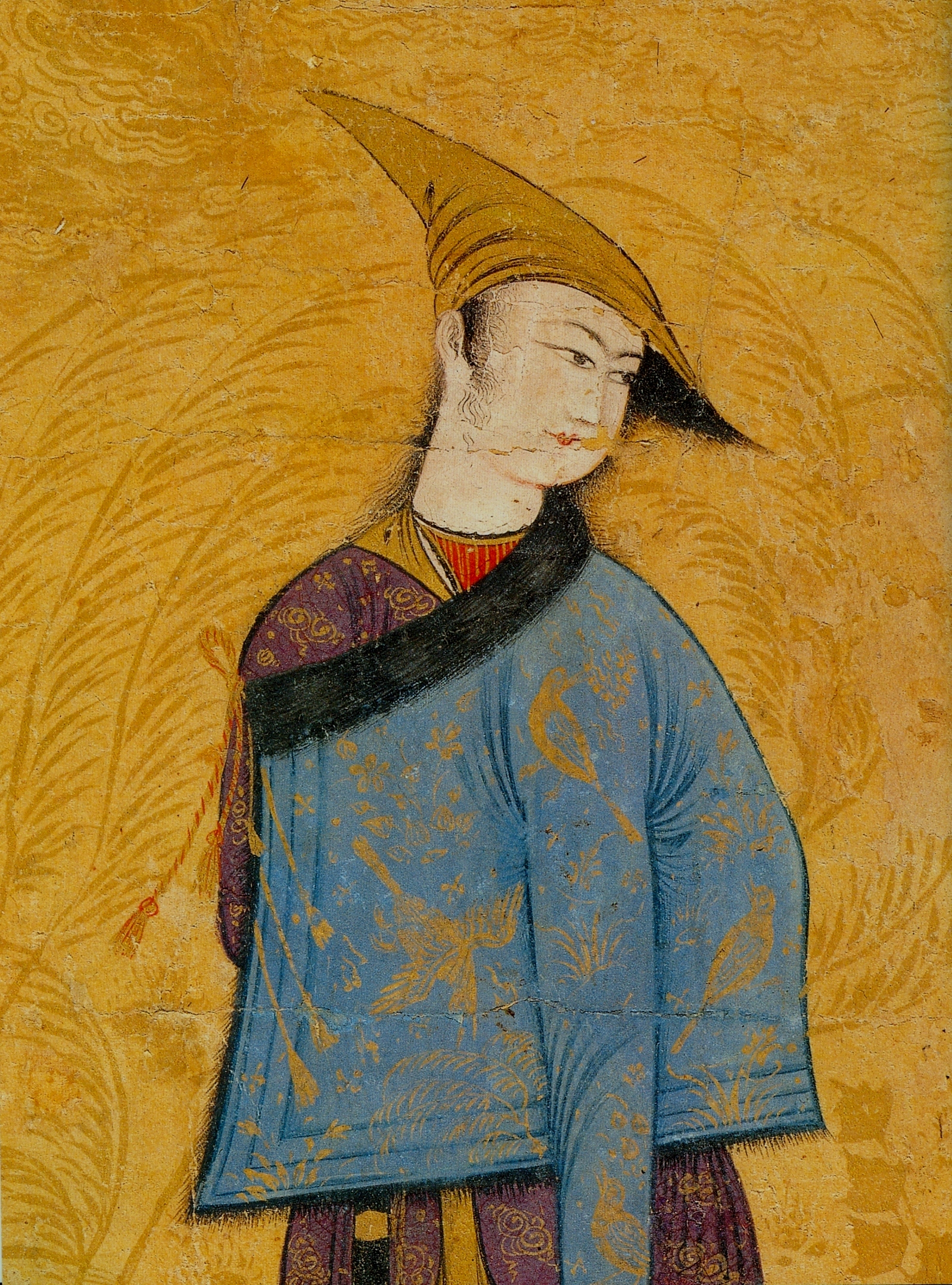
مرد جوان، نگاره‌ای از محمد یوسف، ۱۶۴۰ میلادی، موزه آرمیتاژ

محمدیوسف یا محمدیوسف‌الحسینی یا حسینی‌مصور ( آثار از ۱۶۳۶-۱۶۵۶ میلادی، دورهٔ صفوی، اصفهان ) هنرمند نگارگر قرن دهم هجری‌شمسی است. وی به عنوان یکی از نقاشان مکتب اصفهان، شاگرد و پیرو سبک رضا عباسی بود. آثارش کتاب‌آرایی و نقاشی‌های تک برگی را ( که در قرن هفدهم میلادی در ایران از محبوبیت زیادی برخوردار بود ) شامل می‌شود. او در زمان دو تن از پادشاهان صفوی، یعنی شاه صفی (۱۶۲۹ تا ۴۲ میلادی) و شاه عباس دوم (۱۶۴۲ تا ۶۶ میلادی) کار می‌کرد.

## سبْک
محمدیوسف و دیگر همکاران‌اش مانند محمد قاسم و محمدعلی نگارگر، جزء شاگردان و پیروان سبک رضا عباسی، و شاید آخرین نقاشان مکتب نقاشی اصفهان‌ باشند. در طراحی‌های این سه تن، شباهت‌های بسیاری می‌توان یافت، که متاثر از سبک استاد، تصاویر دلپذیری آفریده‌اند.
موضوع آثار این سه تن، عموماً زن و مردهای ایستاده یا نشسته، دراویش، حیوانات و پرندگان است. بیشتر آثار محمدیوسف بین سالهای ۱۰۴۷ تا ۱۰۶۸ هجری قمری رقم خورده‌است. اما به نظر می‌رسد محمدیوسف از شاگردان بالافصل رضاعباسی یا از پی‌سپاران مستقیم هنری وی بوده‌است. از لقب عباسی او پیداست که در دربار شاه عباس دوم صاحب مقام شده و اجازهٔ استفاده از نام شاه را یافته‌است. محمدیوسف نگاره‌های خود را با اسامی مختلفی چون: محمدیوسف عباسی، محمدیوسف حسینی، محمدیوسف حسین‌جامی و میریوسف رقم زده‌است. بعضی معتقدند که بیشتر آثار محمدیوسف برخلاف معاصران وی، تغییرات و چندگونگی‌های سبْکی را به نمایش گذاشته‌است. محمدیوسف احتمالاً حدود سال ۱۰۴۲ هجری‌شمسی از دنیا رفته‌است.

## آثار
بزرگترین مجموعه‌ای که محمدیوسف در نگارگری آن دخیل بوده، یک نسخه از شاهنامه است که با همکاری محمد قاسم تصویر شده و هم اینک در موزهٔ آستان قدس مشهد محفوظ است. به نظر می‌رسد که وی و محمدقاسم همکارانی نزدیک بوده‌اند، چه اینکه در اکثر مجموعه‌های بجا مانده، نام این دو تن در کنار یکدیگر آورده می‌شود.
در دیوان حافظ با ۵۵ نگاره که در زمان شاه صفی اول نگارگری شده (تاپقاپی-استانبول)، نقاشی یکی از نگاره‌ها به تاریخ ۱۰۵۰ قمری یا ۱۶۴۰ میلادی به امضای محمدیوسف و دیگری به امضای محمدعلی است. همچنین در شاهنامه قرچغای خان مشتمل بر ۱۴۸ یا ۱۴۹ نگاره، به جز دو نگارهٔ نخست، که توسط ملک حسین اصفهانی نگارگری شده، سایر تصاویر، توسط نسخه شناسان به محمد قاسم و محمدیوسف نسبت داده شده‌است، که از این میان نگارهٔ مجلس کمند انداختن افراسیاب و برزو مشخصاً امضای محمدیوسف را داراست. در شاهنامهٔ مذکور، حداقل پنج نگاره دربردارندهٔ ویژگی‌های سبکی اوست. نگاره‌های این شاهنامه شباهت‌های بسیاری با شاهنامهٔ رشیدا داشته و به همین دلیل نقاشان این دو اثر یکسان انگاشته می‌شوند. در موزهٔ رضاعباسی سه نگاره به رقم محمدیوسف موجود است که با سبک و شیوهٔ مجالس شاهنامهٔ رشیدا کار شده‌است. این شاهنامه امروزه در موزه کاخ گلستان به شمارهٔ ۲۲۳۹ نگهداری می‌شود. همچنین در کاخ گلستان نگاره‌های گل و مرغ منتسب به وی نگهداری می‌شود. سچوکبن نوزده نگاره را با رقم این هنرمند گردآوری یا به او منسوب کرده، بعدها شمار این نگاره‌ها به ۴۹۰ تا ۵۵۵ نگاره رسید.

## نگارخانه

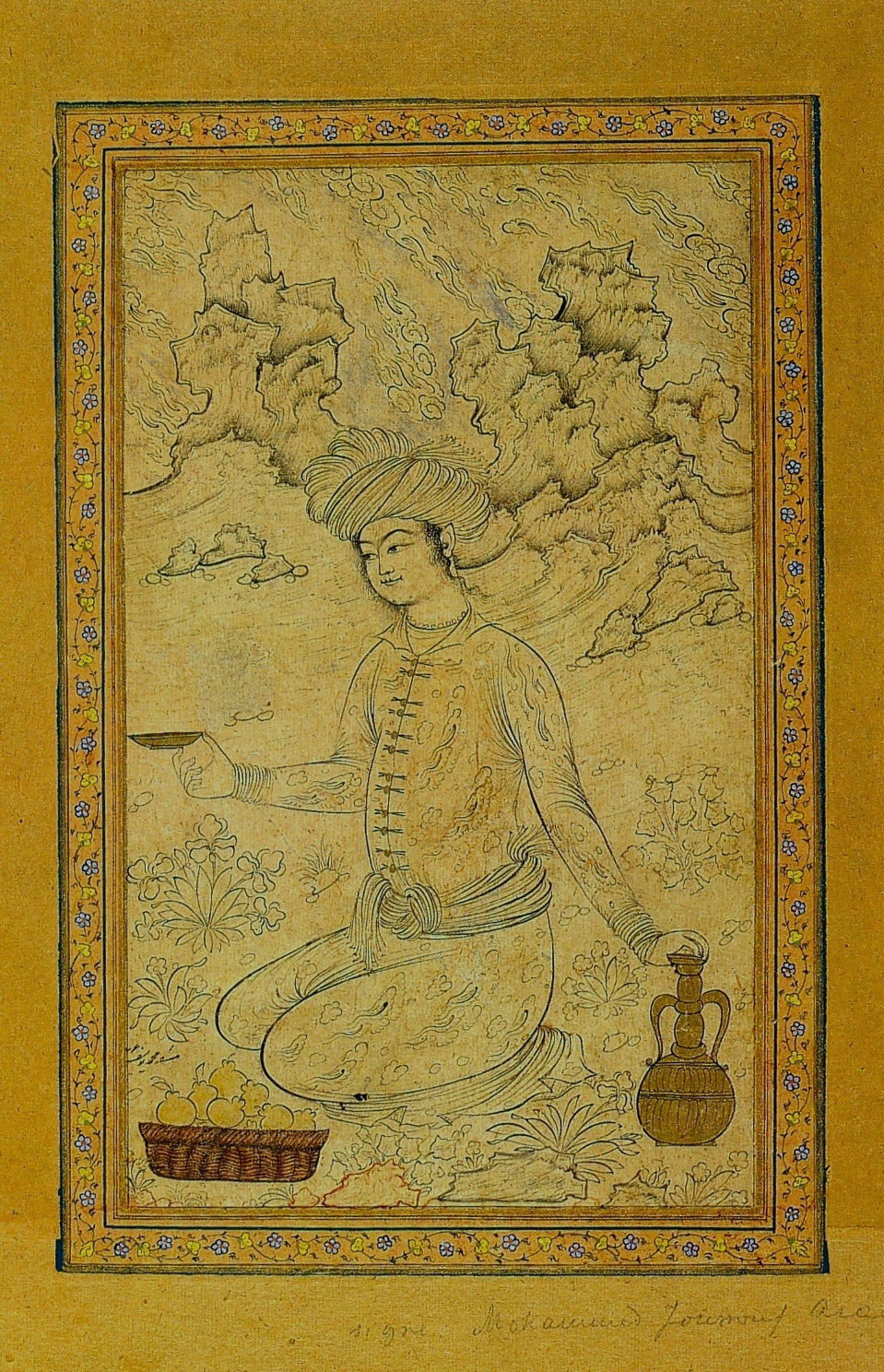
نگارهٔ مرد جوان جام به دست، ۱۶۵۶ میلادی، محفوظ در موزه آرمیتاژ
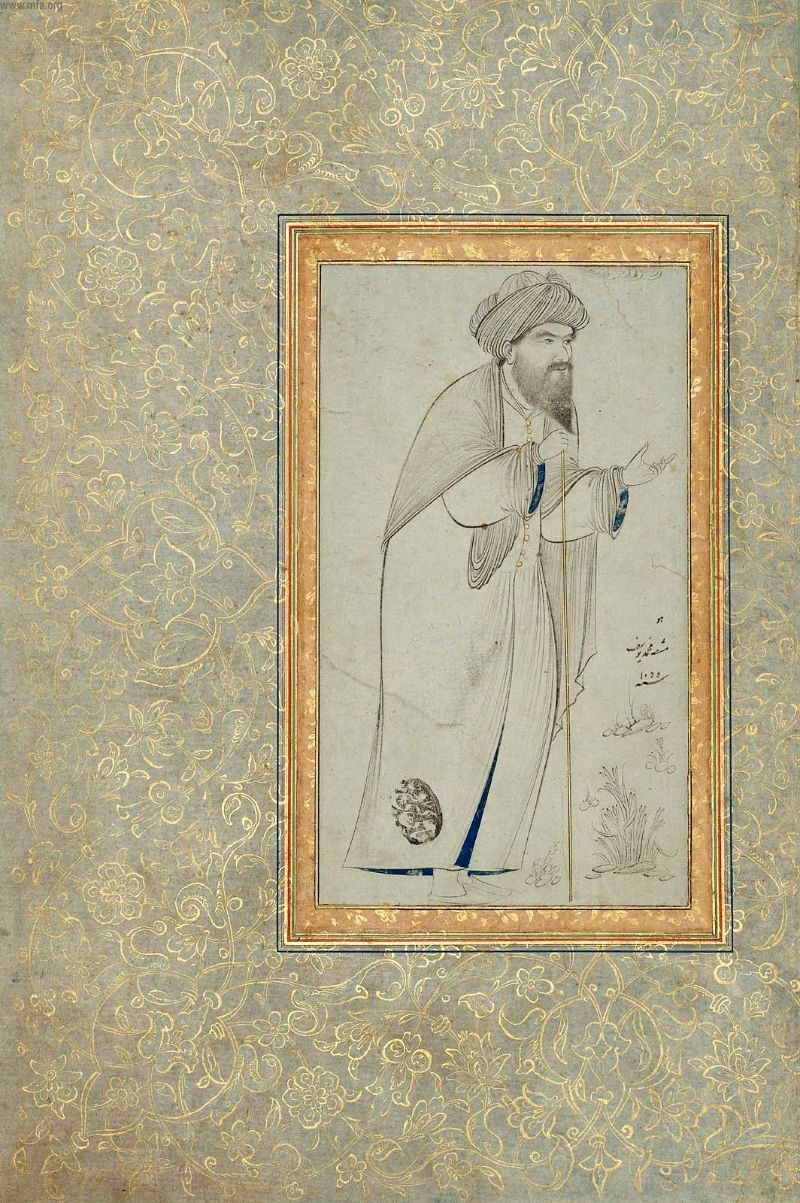
مرد به عصا تکیه داده، ۱۶۴۵ میلادی، بوستون
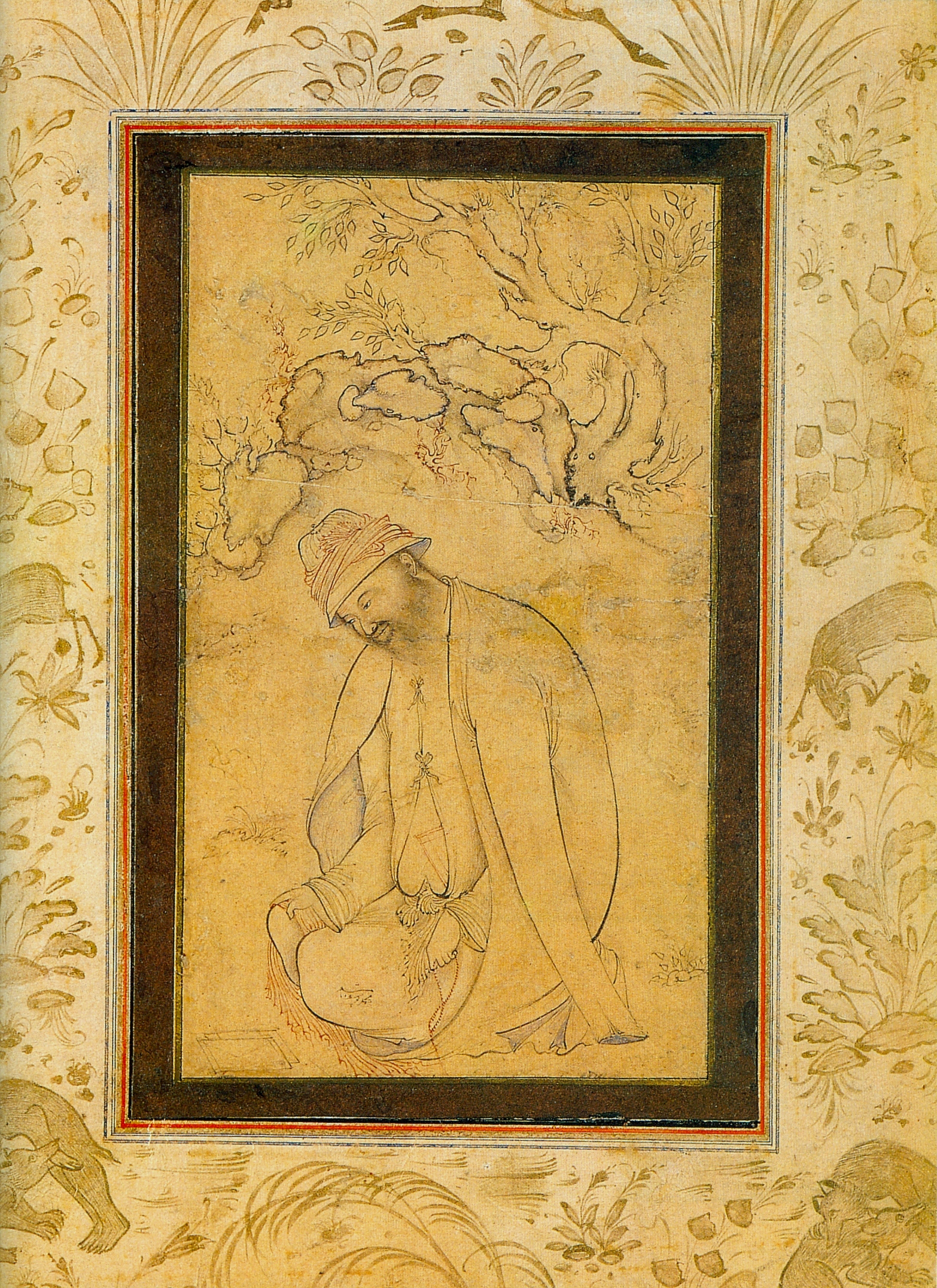
درویش با تسبیح. ۱۶۵۰، موزه آرمیتاژ، سنت پترزبورگ